# Ząbki
Pour les articles homonymes, voir Ząbki (homonymie).
Ząbki (prononciation : [ˈzɔmpki]) est une ville polonaise du powiat de Wołomin et de la voïvodie de Mazovie.
Elle s'étend sur 11,13 km2 et comptait 30 879 habitants en 2012. Elle se situe à 10 km au nord-est de Varsovie. Elle est bordée par Varsovie au sud et à l'ouest, la ville de Marki au nord et de Zielonka à l'est.

## Histoire
Ząbki est une ville jeune, après avoir obtenu le statut de ville en 1967.

## Transport
Plusieurs lignes de bus sont la liaison de Ząbki avec Varsovie: lignes 145, 190, 199, 718, 738, 740, 805 et les lignes de nuit N61 et N62.